# Charles-Edmond de Boisboissel
Pour les articles homonymes, voir Boisboissel.
Charles-Edmond de Boisboissel, né le 28 septembre 1849 à Chinon (Indre-et-Loire) et mort le 11 août 1915 à Saint-Nicolas-du-Pélem (Côtes-du-Nord), est un homme politique français.

## Biographie
Officier dans l'armée d'Afrique, puis dans l'armée du Rhin, il survit à la bataille de Gravelotte en 1870. Il remplace son père, Hyacinthe de Boisboissel, comme maire de Saint-Nicolas-du-Pelem. Il est conseiller général en 1883 et député des Côtes-du-Nord de 1889 à 1893. Catholique, patriote, très attaché à la Bretagne, conservateur, protectionniste, hostile au libre-échange, il est profondément attaché à la Bretagne et est favorable à l'installation des lignes de chemin de fer dans cette région, dont le chemin de fer qui passait à Saint-Nicolas-du-Pélem et rejoignait Guingamp.